# Юрдан Варадински
Юрдан И. Варадински е български революционер, деец на Вътрешната македоно-одринска революционна организация.

## Биография
Юрдан Варадински е роден през 1879 година в град Щип, тогава в Османската империя, днес в Северна Македония. Учи прогимназия в Дупница и гимназия в София, след което самият той учителства. Присъединява се към ВМОРО и става четник на Тимо Ангелов. Загива в сражение с турски войски край Радовиш на 1 април 1903 година.